# Hășmaș
Hășmaș (en hongrois : Bélhagymás) est une commune du județ d'Arad, Roumanie qui compte 1 300 habitants.
La commune est composée de 6 villages : Agrișu Mic, Botfei , Clit, Comănești, Hășmaș et Urvișu de Beliu.

## Culture
D'après le recensement de 2011, la commune compte 1 300 habitants, en forte baisse par rapport au recensement de 2002 où elle en comptait 1 460.